# Cristiana Girelli
Cristiana Girelli (* 23. dubna 1990) je italská fotbalistka, která hraje jako útočnice za Juventus a italskou reprezentaci. 
Do Juventusu přestoupila v roce 2018, předtím hrála v Brescii. Je nejlepší střelkyní Serie A 2019/20, 2020/21 a 2024/25. 

## Reprezentační kariéra
Za italskou reprezentaci debutovala v roce 2013 v přátelském zápase proti Anglii. Byla zařazena do nominace na Mistrovství Evropy 2013.
S reprezentací se zúčastnila Mistrovství Evropy 2017, Mistrovství světa 2019, Mistrovství Evropy 2022 a Mistrovství světa 2023. 
Na Mistrovství Evropy 2025 se s Itálií dostala až do semifinále.